# Alexander McDowell McCook
Pour les articles homonymes, voir McCook.
Alexander McDowell McCook (22 avril 1831 dans le comté de Columbiana, État de l'Ohio et décédé le 12 juin 1903 à Dayton, dans le comté de Montgomery, État de l'Ohio) fut un major-général de l'Union.
Il est enterré à Cincinnati, État de l'Ohio.

## Avant la guerre
Alexander McDowell McCook est diplômé de l'académie militaire de West Point.
Il est breveté second lieutenant le 1er juillet 1852 dans le 3rd Infantry, puis promu à ce grade le 30 juin 1854. Il sert le long de la frontière à l'Ouest où il combat les apaches au Nouveau-Mexique. Il est promu premier lieutenant le 6 décembre 1858. Il revient à l'académie militaire de West Point en tant qu'assistant instructeur de « tactique d'infanterie » jusqu'en 1861.

## Guerre de Sécession
Alexander McDowell McCook est promu capitaine le 14 mai 1861. Il est nommé colonel du 1st Ohio Infantry le 16 avril 1861. Il est breveté commandant le 21 juillet 1861 pour bravoure et service méritant à la première bataille de Bull Run. Son jeune frère Charles Morris McCook est tué lors de la première bataille de Bull Run. Il est nommé brigadier général des volontaires le 3 septembre 1861 et commande une division de l'armée de l'Ohio. Alors qu'il commande la deuxième division, le brigadier général Don Carlos Buell qui commande l'armée l'envoie repousser les confédérés hors du Kentucky. L'annonce de son arrivée, après la bataille de Rowlett's Station, le 17 décembre 1861, pousse le brigadier général Thomas C. Hindman à se retirer.
Il est breveté lieutenant-colonel le 3 mars 1862 pour bravoure et service méritant pour la capture de Nashville.puis colonel le 7 avril 1862 pour les mêmes motifs à la bataille de Shiloh.
Il est promu major général des volontaires le 17 juillet 1862. Il commande alors le XX corps.
Il participe aux batailles de Perryville, Stones River, Tullahoma, et de Chickamauga. Il est relevé du commandement de son corps et est prend alors le commandement du département Est de l'Arkankas.

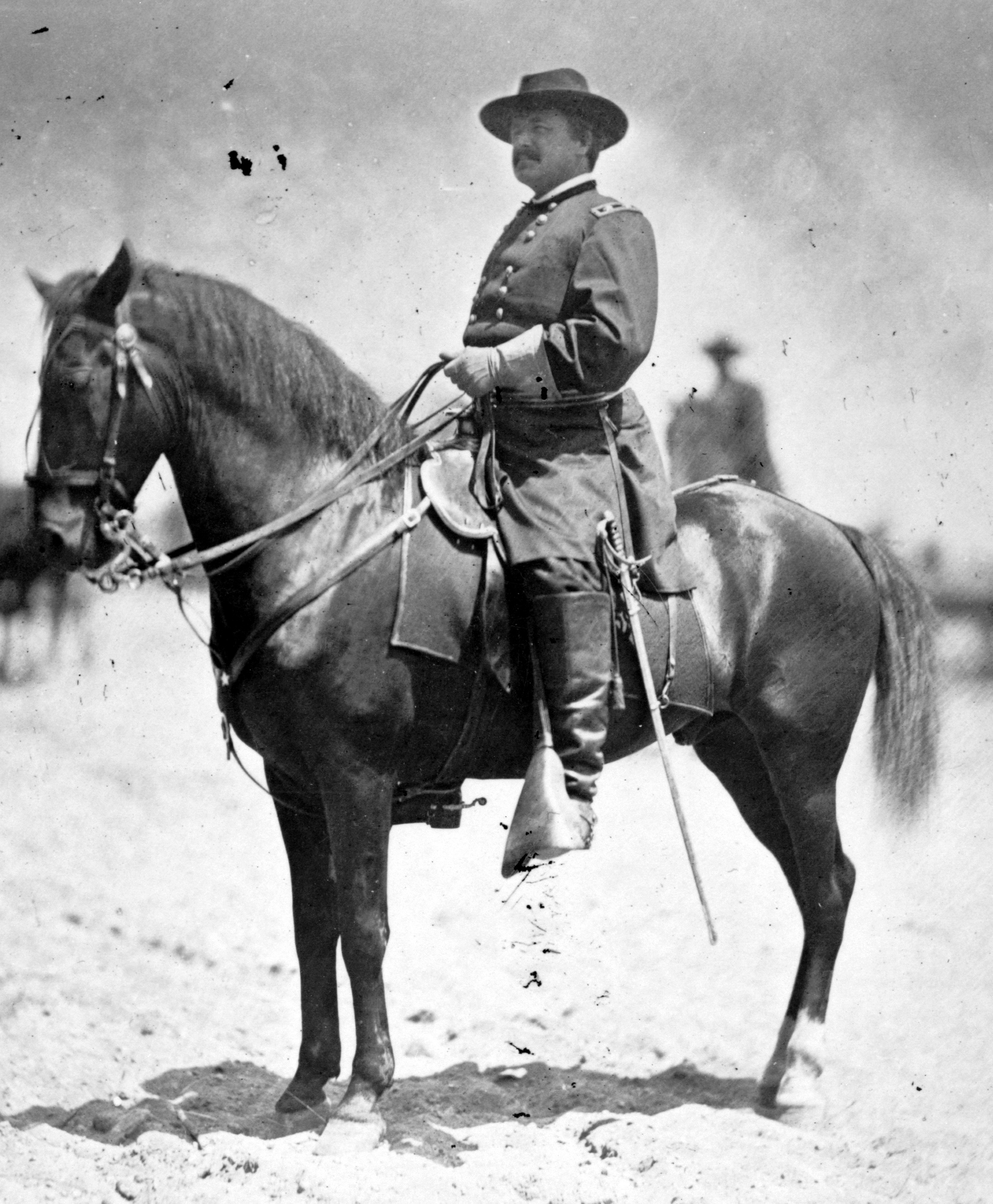
Major général McCook, en juillet 1864

Il est breveté brigadier général le 13 mars 1865 pour bravoure et service méritant à la bataille de Perryville et major général à la même date pour bravoure et service méritant sur le champ de bataille lors de la guerre

## Après la guerre
Alexander McDowell McCook quitte le service actif des volontaires le 21 octobre 1865.
Il est promu lieutenant-colonel le 5 mars 1867 dans le 26th Infantry. Il est promu colonel du 6th Infantry le 15 décembre 1880. En 1886, il est nommé commandant du Fort Leavenworth.
Il est promu brigadier général le 11 juillet 1890 puis major-général le 9 novembre 1894. Il prend sa retraite le 22 avril 1895.
Trois de ses huit frères furent généraux pendant la guerre de Sécession. Son père et trois autres de ses frères furent officiers. Son père et trois de ses frères furent tués au combat. Deux de ses cousins furent aussi des généraux lors de la guerre de Sécession. La famille était appelée «  The Fighting McCook's ».